# Destinul Mareșalului
Destinul Mareșalului este un film românesc din 2009 regizat de Felicia Cernăianu.

## Distribuție
Distribuția filmului este alcătuită din:
- Constantin Hlihor — comentariul

## Primire
Filmul a fost vizionat de 22.732 de spectatori în cinematografele din România, după cum atestă o situație a numărului de spectatori înregistrat de filmele românești de la data premierei și până la data de 31 decembrie 2014 alcătuită de Centrul Național al Cinematografiei.